# شتاب‌دهنده ذرات

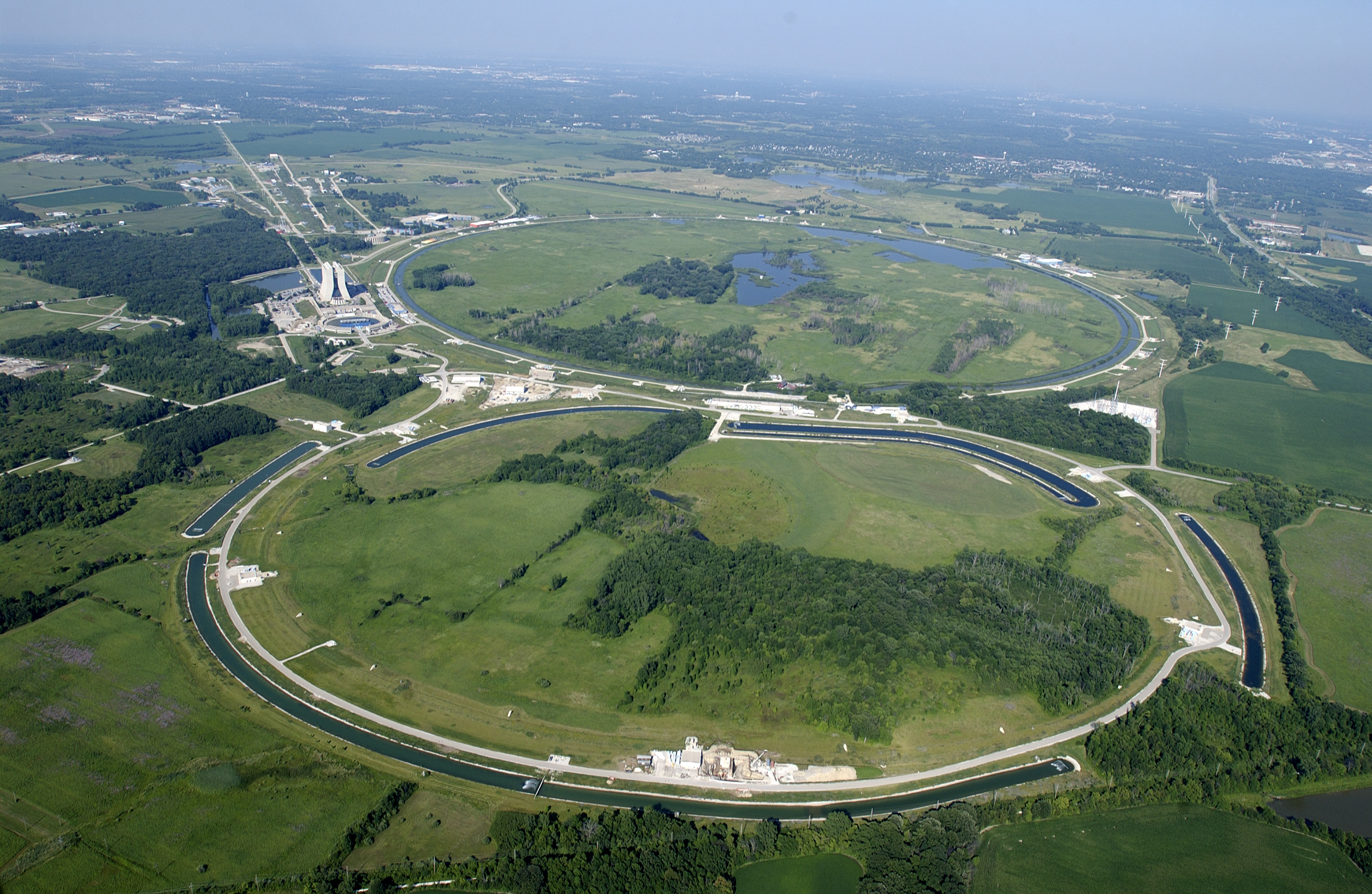
نمای هوایی از یک سنکروترون در مرکز تحقیقاتی فرمی در ۵۰ کیلومتری شیکاگو آمریکا.

شتاب‌دهنده، دستگاهی است که در آن ذرّات باردار (مانند: ذرات بنیادی، هسته اتم‌ها یا اتم‌های یونیزه شده، مولکول‌ها یا قسمت‌های مولکول) به وسیلهٔ میدان‌های الکتریکی یا مغناطیسی تا سرعت‌های بسیار زیادی شتاب‌داده می‌شوند. به‌طوری‌که سرعت بسیاری از آن‌ها، حتی تا نزدیکی‌های سرعت نور می‌رسد. انرژی جنبشی ذره در این حالت به این ترتیب، به اندازه چندین برابر انرژی در حال سکون آن می‌باشد (رجوع شود به هم‌ارزی جرم و انرژی).
از شتاب‌دهنده‌ها در زمینه‌های مختلفی از فیزیک، از جمله در اندازه‌گیری‌های متعددی در فیزیک هسته‌ای استفاده می‌شود: یعنی از طریق شلیک ذرّات، توسط شتاب‌دهنده به سوی جسم در حال تحقیق
(Target) و پراکندشدن آن‌ها و اندازه‌گیری، توسط یک دوربین یا به‌طور بهتر آشکارساز (Detector).
در حال حاضر، بزرگ‌ترین شتاب‌دهنده در جهان در سرن قرار دارد.
به طور کلی شتاب‌دهنده‌ها بر اساس مبناهای مختلف دسته‌بندی می‌شوند. گاهی بر اساس مسیر حرکت ذرات باردار درون شتاب‌دهنده و نیز گاهی بر مبنای چگونگی تولید منبع برق مورد نیاز برای دستگاه دسته‌بندی شده‌اند.
شتاب‌دهنده‌ها اصولاً به دو دسته خطی و دایره‌ای تقسیم می‌شوند. مشهورترین شتاب‌دهنده‌های خطی یا لیناک و شتابدهنده واندگراف هستند، و شتاب‌دهنده‌های دایره‌ای عبارت هستند از: بتاترون، سیکلوترون، مایکروترون و سنکروترون.
شتابدهنده‌های ایستابرقی (الکتروستاتیکی) که در آن یون‌های منفی هیدروژن از پتانسیل زمین تا پتانسیل زیاد شتاب می‌گیرند و سپس باگذار از محفظه‌ای گازی یا برگه‌ای نازک، هر دو الکترونِ یون از آن کنده می‌شوند و پروتون باقی‌مانده دوباره شتاب می‌گیرد و به پتانسیل زمین می‌رسد را شتابدهنده دومرحله‌ای می‌گویند.

## معرفی چند نوع شتابدهنده
سیکلوترون‌ها
اشکال اساسی در شتاب‌دهنده‌های خطی، طول بلند آن‌ها برای حصول به انرژی‌های بالا است و این اشکال با ساختن اولین سیکلو ترون در سال۱۳۳۱–۱۳۲۹توسط لارنس و لینوینگستون مرتفع گردید. ذرات در مسیر مارپیچی شکل در داخل دو نیم کره فلزی میان تهی به نام دی‌ها و در فضای خلاء و در حالی که صفحات دی‌ها به یک ولتاژ تغییر دهنده علامت متصل هستند، تحت یک میدان مغناطیسی شتاب دار می‌شوند. لارنس این کار جدید خود که از یک مدار مارپیچی نیم دایره‌ای به جای مسیر خطی برای شتاب ذرات استفاده کرد، جایزه نوبل سال ۱۹۳۹ را به خود اختصاص داد.
یک سیکلوترون به صورت دو آهن‌ربای دوقطبی بزرگ طراحی شده برای ایجاد یک ناحیه نیم دایره‌ای میدان مغناطیسی یکنواخت که به‌طور یکنواخت به طرف پایین جهت‌گیری دارد، طراحی می‌شود.
یک ولتاژ نوسانی برای ایجاد یک میدان الکتریکی در عرض این شکاف اعمال می‌شود. ذرات به ناحیه میدان مغناطیسی یک مسیرِD خارج یک مسیر نیم دایره‌ای تزریق می‌شوند تا به شکاف برسند. بدین ترتیب میدان الکتریکی، به ذرات وقتی از آن عبور می‌کنند، شتاب می‌دهد.
حالا ذرات انرژی بالاتری دارند، پس ذر یک مسیر نیم دایره‌ای دیگر درD بعدی با شعاع بزرگ‌تر جریان میابند و بنابر این دوباره به شکاف می‌رسند. بسامد میدان الکتریکی باید درست طوری تنظیم شود که جهت میدان به وسیله زمان ورود آن‌ها در شکاف معکوس شود. میدان در شکاف، آن‌ها را شتاب می‌دهد و آن‌ها دوباره وارد اولین D می‌شوند. بدین ترتیب وقتی ذرات به اطراف به‌طور مارپیچ می‌چرخند انرژی کسب می‌کنند. طراحی سیستم چنان است که وقتی آن‌ها سرعت می‌گیرند، یک قوس بزرگ را دنبال می‌کنند و از اینرو همیشه در یک زمان به شکاف می‌رسند. این راه یک نوسان میدان الکتریکی بسامد ثابت، ادامه میابد تا همواره در عرض شکاف به آن‌ها شتاب داده شود. محدودیت دربارهٔ انرژی که می‌تواند در چنین وسیله‌ای به آن رسید به اندازه آهنرباهایی که Dها را تشکیل می‌دهند و به شدت میدان مغناطیسی آن‌ها بستگی دارد. این عمل توسط یک سنکروترون انجام می‌شود، به محض اینکه اصول سنکروترون توسعه یافت، دریافتند که راه خیلی ارزان تری برای دست یابی به انرژی خیلی بالاتر از سیکلوترون وجود دارد و در این صورت روش سیکلوترون اصلی دیگر مورد استفاده قرار نگرفت.
بنابراین سیکلوترون‌ها دارای یک چشمه یونی است، که بین دو صفحه نیم دایره میان تهی (به نام دی) قرار گرفته‌است. فاصله بین دی‌ها جایی است که شتاب یون در آنجا صورت می‌پذیرد. و پایین دی‌ها و چشمه یون قطب‌های یک مغناطیس بزرگ قرار دارند. تأثیر میدان مغناطیس بر روی ذرات باردار موجب حرکت آن‌ها در یک مسیر دایره‌ای می‌گردد. در هنگام کار سیکلوترون، چشمه یون، ذرات باردار (معمولاً مثبت) را به فضای بین دی‌ها تزریق می‌کند که این ذرات به داخل دی دارای بار مخالف شتاب داده می‌شوند، و فقط مجبور به حرکت در یک مسیر دایره‌ای به وسیله میدان مغناطیسی می‌باشند. ابتدا، انرژی ذرات پایین است و مسیر طی شده دارای شعاع کوچکی است. بلافاصله پس از خروج ذرات به وسیلهٔ دی اول دفع شده و به سمت دی دوم شتاب داده می‌شوند. در این زمان، ذرات انرژی جنبشی نسبتاً بیشتری دارند، لذا آن‌ها مسیر دایره شکلی را که دارای شعاع بزرگ‌تر است طی می‌کنند، ولی زمانی را که ذره برای بیرون آمدن از دی‌ها لازم دارد همیشه یکسان است (سرعت آن‌ها بالاتر است، ولی مسیری که دارای شعاع بزرگتری است، طولانی‌تر است. ذراتی که هر بار به این طریق شتاب داده می‌شوند از فاصله بین دی‌ها عبور می‌کنند. سرانجام شعاع مسیر مارپیچی که باید سیکلوترون آن را در حرکت بعدی خود نگه دارد، بسیار بزرگ شده و ذرات به صورت بار الکتریکی از داخل سیکلوترون به طرف هدف منحرف می‌گردند.
بیشینه انرژی که در سیکلوترون‌های متعارف و فرکانس ثابت قابل دسترس است حدودMeV۲۵برای پروتن و دوترون، و MeV۵۰برای ذرات آلفا است. شکل میدان الکترواستاتیک در شکاف یا فاصله بین دی‌ها و همچنین طراحی میدان مغناطیسی، سبب یک غیر یک نواختی در لبه‌های بیرونی دی‌ها می‌شوند که این خود باعث یک اثر تمرکزی در باریکه ذرات می‌گردد؛ بنابراین یون‌ها در باریکه درونی با شدت کمتر از ۵/۰ میلی‌آمپر و در باریکه بیرونی ده برابر کمتر جریان می‌یابند. هر قدر انرژی‌های زیاد شود نسبیت جرم هم افزایش میابد؛ لذا بسامد یا میدان مغناطیسی یا هر دو باید به نحوی تغییر کنند که افزایش جرم به خاطر ورود باریکه ذرات به شکاف در یک فاز جبران شوند. این تغییر اولی را با سنکروترون‌ها می‌توان انجام داد.

## سنکروسیکلوترون
افزایش جرم نسبیتی را می‌توان با کاستن سر عت زاویه‌ای میدان الکتریکی درطی فرایند شتاب، جبران نمود؛ بنابراین، سرعت زاویه‌ای یا بسامد میدان الکتریکی می‌تواند تعدیل گردد، به‌طوری‌که سرعت زاویه‌ای یون و میدان الکتریکی، اگرچه متغیر هستند، همواره در طی فرایند شتاب، مساوی (یا همزمان) گردند. به این طریق یک بسامد تعدیل شده تا سنکروسیکلوترون تا بدست می‌آید که تابع محدودیت انرژی بیشینه یک سیکلوترون نمی‌باشد. با این وجود، شدت باریکه بسیار پایین‌تر است (معمولاً با فاکتوری معادل ۱۰۰۰)در واقع، هر گروه از یون‌ها با تنظیم بسامد میدان الکتریکی تا انرژی بیشینه خود شتاب داده می‌شود سپس بسامد میدان الکتریکی به مقدار آغازین خود برگشت داده شده و گروه جدیدی از یون‌ها تا انرژی بیشینه خود شتاب میابند. این امر به یک باریکه پالسی دارای شتاب میانگین بسیار پایین‌تر از یک سیکلوترون منجر می‌گردد. در سال۱۹۴۵ توسعه این تکنولوژی اجازه داد که با تغییر بسامد ولتاژ شتاب داده شده انرژی نسبیتی ذرات نیز تغییر کند. به این در آن زمان شتاب دادن ذرات تاMeV۷۰۰ میسر گردید. این انرژی حدود یکصد برابر بیش از انرژی کسب شده در گسیل ذرات توسط رادیو اکتیویته طبیعی بود.

## سیکلوترون ایزوکرونی
افزایش جرم نسبیتی متناسب با انرژی (یا سرعت) یون است. افزایش جرم نسبیتی می‌تواند به وسیله القاء مغناطیسی که به عنوان تابعی از شعاع میدان مغناطیسی افزایش میابد جبران گردد. با ثابت ماندن سرعت زاویه‌ای یون و میدان الکتریکی (پدیده هم‌زمانی یاایزوکرونی) طی فرایند شتاب، یک سیکلوترون ایزوکرونی حاصل می‌گردد. یک سیکلوترون ایزوکرونی تابع محدودیت انرژی بیشینه یک سیکلوترون یا محدودیت شدت بیشینه یک سنکروسیکلوترون نمی‌باشد.
سنکروترون‌ها با بسامد تعدیل شده بسامد یک سیکلوترون با توجه به تغییرات سرعت و جرم وقتی پدیده‌های نسبیتی افزایش می‌یابند از اهمیت خاصی برخوردار می‌شود. در انرژی‌های بالا شعاع قوس زیاد می‌شود این منجر به پیدایش دو طرح مختلف شتابدهنده می‌گردد. یکی تعدیل بسامد یا سنکروسیکلوترون که همان اساس سیکلوترون را با مسیر مارپیچی ذره و دیگری سنکروترون‌ها که عبور یا مسیر ذره در دایره‌های ثابتی جریان دارد. در سنکروترون موازنه‌ای بین بسامد ومیدان مغناطیسی وجود دارد، یکی یا هر دوی آن‌ها در طی شتاب گرفتن طبق معادله زیر تغییر می‌کنند.
E_kin=Y?r^2 Bq
Bشدت میدان مغناطیسی، rشعاع مسیر پرتو در انرژی E_kin, Y=B/mعددی است ثابت وmبه جرم ذره گفته می‌شود.

## سنکروترون‌ها
یک سنکروترون که گاهی اوقات سنکروسیکلوترون نامیده می‌شود، یک شتاب‌دهنده دایره‌ای است که دارای یک کاواک مشدد الکترومغناطیس برای شتاب دادن ذرات است. چندین شتابدهنده دایره‌ای در آزمایشگاه شتابدهنده ملی فرمی وجود دارند. ذرات از طریق هر کاواک به دفعات بسیار عبور می‌کنند. وقتی آن‌ها حول حلقه می‌گردند، هر مرتبه یک شتاب کوچک دریافت می‌کنند، یا انرژی را افزایش می‌دهند. وقتی انرژی یا شدت میدان تغییر می‌کند در نتیجه شعاع مسیر ذرات تغییر می‌یابند.
بدین ترتیب، افزایش انرژی می‌یابند شدت میدان مغناطیسی که برای هدایت کردن آن‌ها استفاده می‌شود باید با هر چرخش برای نگه داشتن ذرات متحرک در یک حلقه، تغییر کند. تغییر در میدان مغناطیسی باید به‌طور دقیق با تغییر در انرژی هم‌زمان شود یا باریکه تلف خواهد شد؛ بنابراین نام سنکروترون از گستره انرژی‌های بالایی که ذرات می‌توانند در یک تک حلقه شتاب بگیرند به وسیلهٔ گستره شدت میدان قابل دستیابی با دقت بالا از یک مجموعه خاص آهنرباها، معین می‌شود. برای رسیدن به انرژی‌های بالا، فیزیکدان‌ها گاهی اوقات از یک مجموعه سنکروترون‌های با اندازه‌های متفاوت استفاده می‌کنند، هر یک، سیستم بزرگتر بعدی را تغذیه می‌کند. ذرات اغلب پیش از ورود به اولین حلقه، با استفاده از یک شتابدهنده خطی کوچک یا وسیله‌ای دیگر پیش شتاب می‌گیرند. تابش سنکروترون نامی است که به تابش الکترومغناطیسی گسیل شده به وسیلهٔ ذرات باردار چرخنده در یک سنکروترون گفته می‌شود. این تابش به این علت است که ذرات باردار به وسیلهٔ میدان مغناطیسی از آهنرباهای دوقطبی برای به حرکت درآوردن باریکه حول حلقه شتاب می‌گیرند (منحرف می‌شوند). هر ذره باردار شتابدار، تابش الکترومغناطیسی تولید می‌کند.
طول موج و شدت تابش سنکروترون به انرژی و نوع ذره گسیل شده بستگی دارد. اگر منظ. ر انبار کردن یک باریکه انرژی بالا باشد پس تابش سنکروترون یک مشکل است. اتلاف انرژی از باریکه به وسیلهٔ این اثر تابش، باید به وسیله معرفی کاواک‌های شتاب‌دهنده در یک یا چند مکان در حلقه بازگردانده شود، تا به ذرات هرگاه که عبور می‌کنند یک تکان در انرژی بدهند. میزان و انرژی تابش به سرعت ذرات تابش‌کننده و شدت میدان مغناطیسی وابسته‌است. وقتی ذرات به سرعت نور نزدیک می‌شوند، این اثر سریعاً افزایش میابد. ضریب نسبیت خاص، گاما، نسبت به انرژی ذره به انرژی جسم سکون، یعنی mC^۲ است. اتلاف انرژی برای انرژی یک الکترون معین با گاما یعنی با؟ ?mC?^۲ متناسل است.
حتی با پیشرفت‌های انجام شده بر روی سیکلوترون‌های با تمرکز قطاعی و سنکروسیکلوترون‌ها، باز هم یک محدودیت در انرژی نهایی ذرات باقی می‌ماند و آن اندازه و قدرت مغناطیس است. یک محدودیت عملی از اندازه و قدرت برای یک مغناطیس بزرگ منفرد وجود دارد. پیشرفت بعدی در رابطه با شتاب ذره دستگاهی بود که می‌توانست قدرت میدان مغناطیسی را همراه با فرکانس تغییر ولتاژ تغییر دهد. چنانچه میدان مغناطیسی و فرکانس هر دو بتوانند تغییر کنند، امکان وادار ساختن ذرات برای حرکت در مدار با اندازه یکسان به جای مارپیچ ممتد در مدارهای با شعاع‌های بزرگتر و بزرگتر وجود دارد. بزرگترین شتاب‌دهنده‌های مدرن که بر اساس این مبانی به وجود آمده‌اند و به نام سنکروترون‌ها شناخته می‌شوند.
به جای دی‌ها تنها یک لوله بسته انحنا دار وجود دارو که حاوی ذرات است. به جای مغناطیس‌های بزرگ در بالا و پایین دی‌ها، یک سری از مغناطیس‌های با شکلcقرار گرفته در تناوب‌های طولی لوله جایگزین شده‌اند. ذرات به وسیله یک شتابدهنده کوچکتر به داخل حلقه تزریق شده و در داخل لوله به وسیلهٔ الکترومغناطیس‌ها نگهداری می‌شوند. شتاب ذرات به وسیله حفره‌های شتاب‌دهنده که مشابه لوله‌های غلتان در یک شتابدهنده خطی عمل می‌کنند، انجام می‌گیرد.
تواترون در آزمایشگاه ملی شتاب‌دهنده فرمی نزدیک شیکاگو وبواترون در دانشگاه برکلی بزرگترین سنکروترون‌های دنیا هستند که پروتن‌هایی با انرژی در محدوده تریلیون و بلیون الکترون ولت (TeVو GeV) در اختیار می‌گذارند.

## شتابدهنده بتا
شتاب‌دهنده‌ها برای شتاب دادن یون‌های سنگین با بار مثبت مانند پروتون‌ها طراحی شده‌اند. شتاب دادن الکترون‌ها نیز، بجز برای سیکلوترون، امکان‌پذیر است؛ زیرا افزایش انرژی نسبیتی الکترون‌ها ۲۰۰۰مرتبه پایین‌تر از پروتون‌ها ست. بتاترون یک شتاب‌دهنده الکترون است که دارای تشابهاتی با سنکروترون می‌باشد. مدار الکترون در آن‌ها ثابت بوده و میدان مغناطیسی وابسته به زمان است. با وجود این، شتاب الکترون‌ها مانند شتاب دادن آن‌ها در ترانسفورمرها است که هادی مسی خروجی با باریکه الکترونی جایگزین شده‌است.

## حلقه‌های ذخیره
حلقه ذخیره نوع خاصی از سنکروترون اند که در واقع هدف اصلی آن‌ها شتاب دادن نیست بلکه نگهداری پرتو ذرات برای مدت طولانی با همان انرژی اولیه.

## سایر شتاب‌دهنده‌ها
گرچه اکثر انواع شتاب‌دهنده‌ها از نوع‌های مختلفی است که طرح عمومی آن‌ها در اینجا مورد بحث قرار گرفت، ولی شتاب‌دهنده‌های متعدد دیگری نیز در برخی از مراکز تحقیقاتی جهان قرار دارند که با وجودی که از انواع فوق هم هستند ولی در نوع خود کم‌نظیر یا منحصربه‌فرد محسوب می‌شوند. سیکلوترون آگور هم نتیجه همکاری مشترک دو شرکت گرونتیگس در هلند و اورسی در فرانسه می‌باشد. سیکلوترون تریمف یک شتاب‌دهنده غول پیکر است که یون‌های هیدروژن باردار منفی راتا۷۵ درصد سرعت نور شتاب می‌دهد.

## واحدهای اندازه‌گیری
الکترون ولت: واحد انرژی است و برابر انرژی یک الکترون یا پروتون وقتی از اختلاف پتانسیل یک ولت عبور کند برابر است با ۱۹–۱۰*۶/۱ ژول
یک گرم هیدروژن ۱۰۲۳ * ۰۲/۶ اتم بوده که به آن یک اتم گرم یا یک مول هیدروژن گویند.
اگر این مقدار هیدروژن از شتاب‌دهنده یک (Gev) عبور کند معادل انرژی آن برابر خواهد بود:
ژول ۱۰۱۳*۶/۹=۱۰۹*۱*۱۰۲۳*۰۲/۶* ۱۹–۱۰*۶/۱
یک کیلووات ساعت برابر است با ۰۰۰/۶۰۰/۳ ژول؛ بنابراین انرژی آن برابر است با ۲۶ کیلووات ساعت.
۱۰۱۳ *۶/۹ ژول تقسیم بر ۰۰۰/۶۰۰/۳ مساوی ۱۰۵*۲۶
در مورد این مطلب مطالب جالبی وجود دارد.

## کاربردهای دیگر

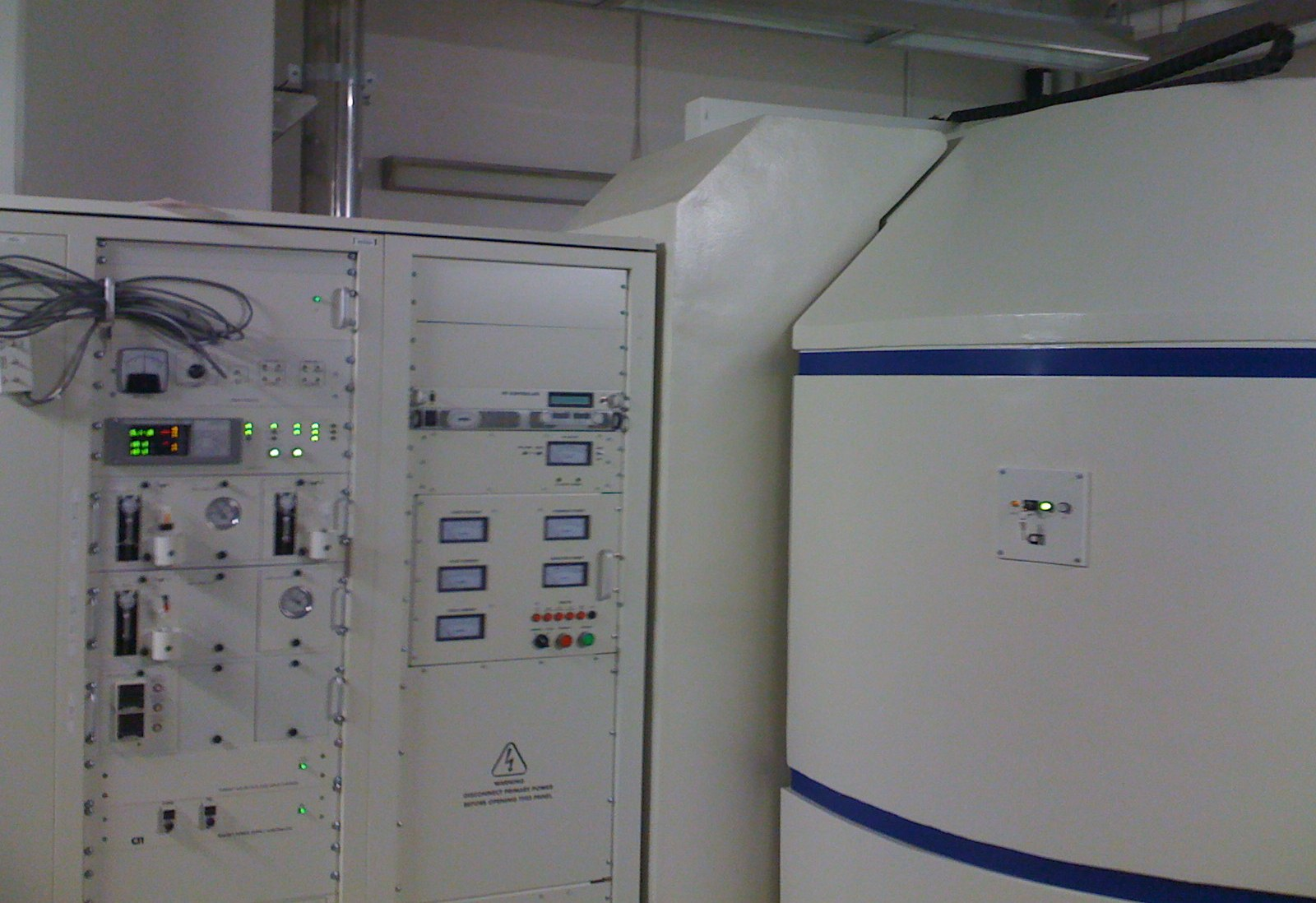
شتابدهنده ۱۷ ام‌ای‌وی در مرکز پژوهش‌های تصویری مرکز علوم درمانی تگزاس در سن‌آنتونیو.

شتابدهنده‌ها در فیزیک پزشکی و به ویژه در پزشکی هسته‌ای کاربردهای مهمی دارند. به‌طور مثال برای تولید برخی رادیوایزوتوپ‌ها در پت اسکن از شتابدهنده‌های مخصوصی در بیمارستان‌ها و مراکز استفاده می‌شود.